# Puya nana
Puya nana là một loài thực vật có hoa trong họ Bromeliaceae. Loài này được Wittm. miêu tả khoa học đầu tiên năm 1916. Chúng là loài đặc hữu của Bolivia.

## Hình ảnh

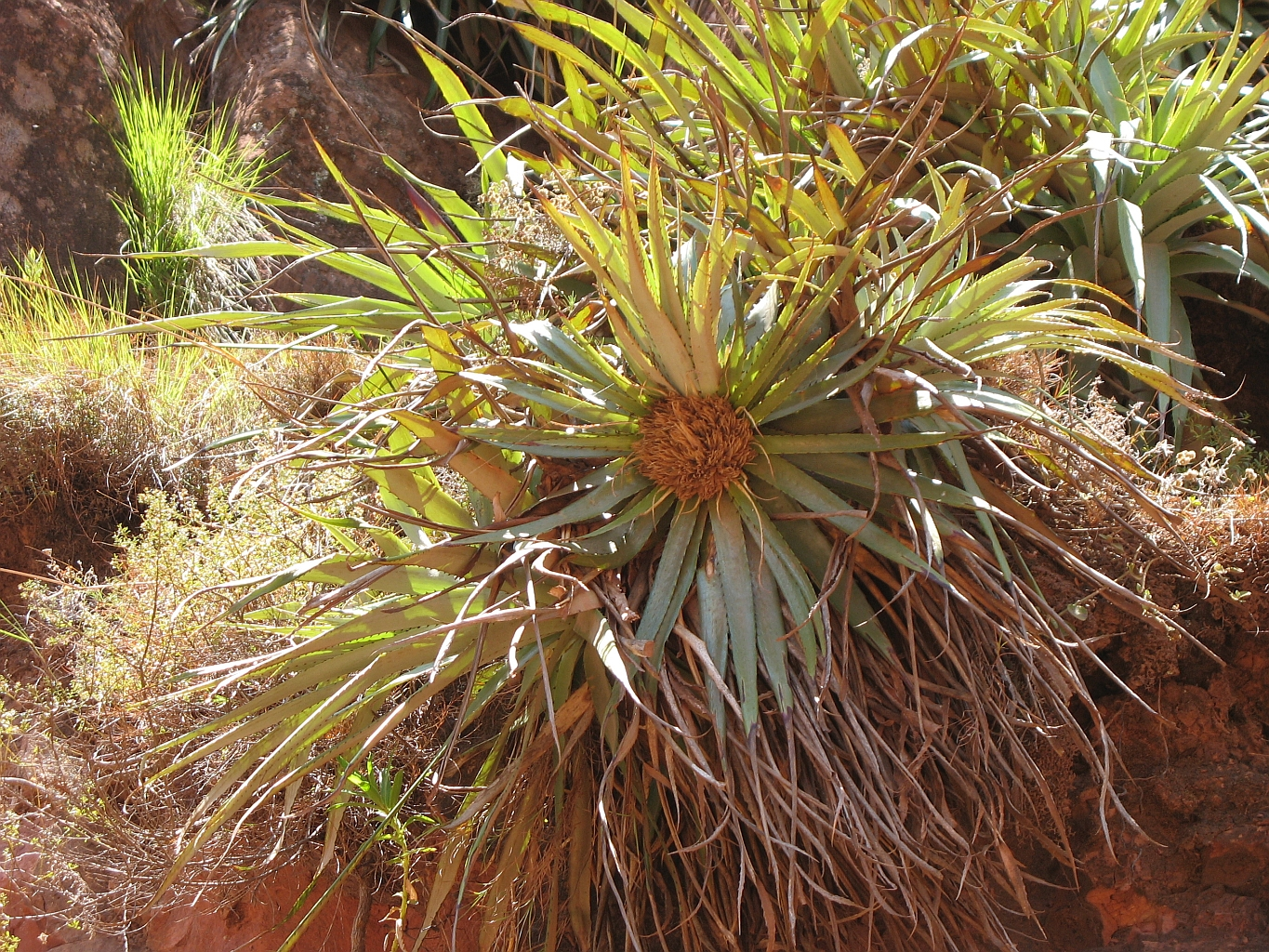
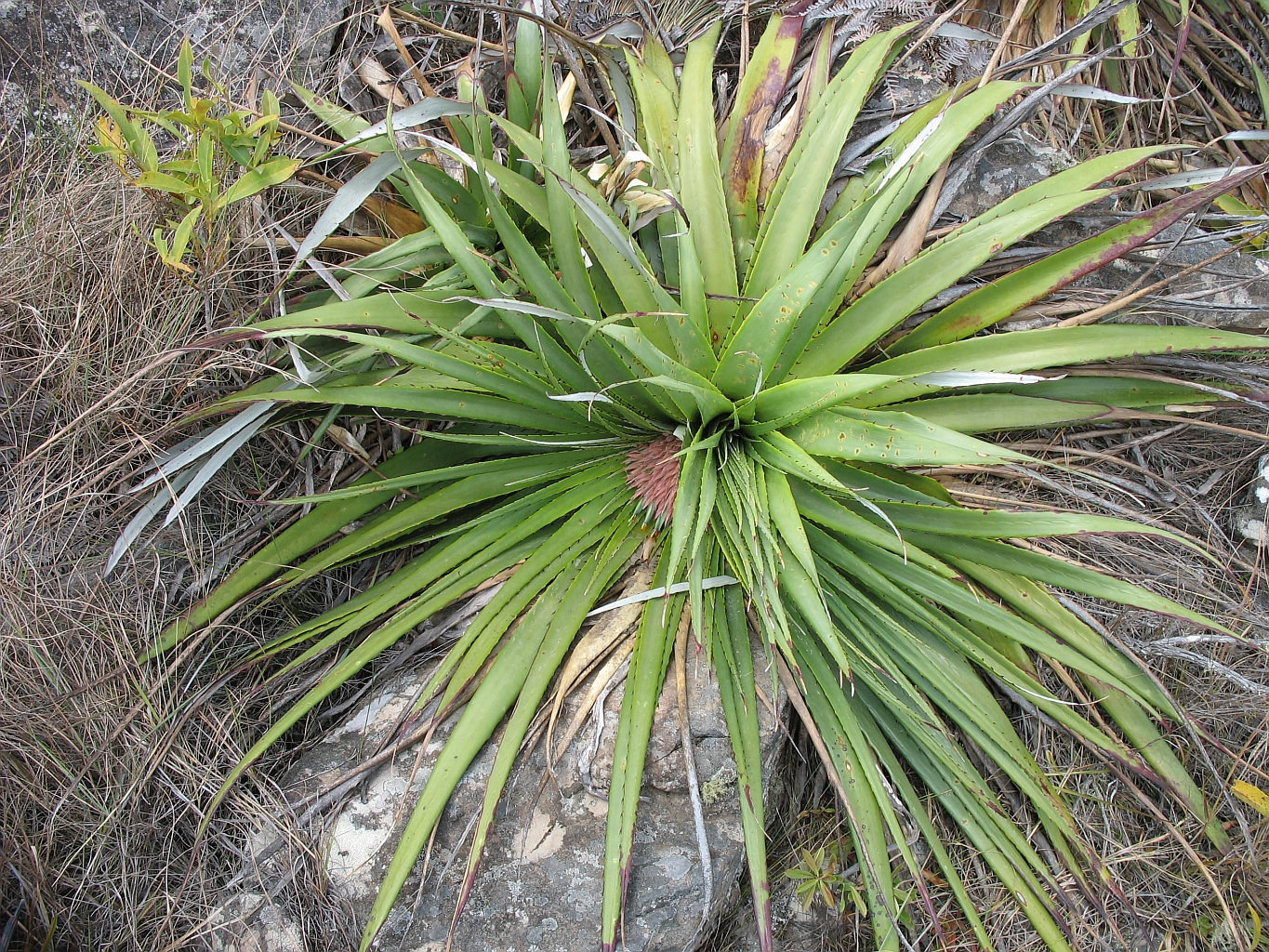
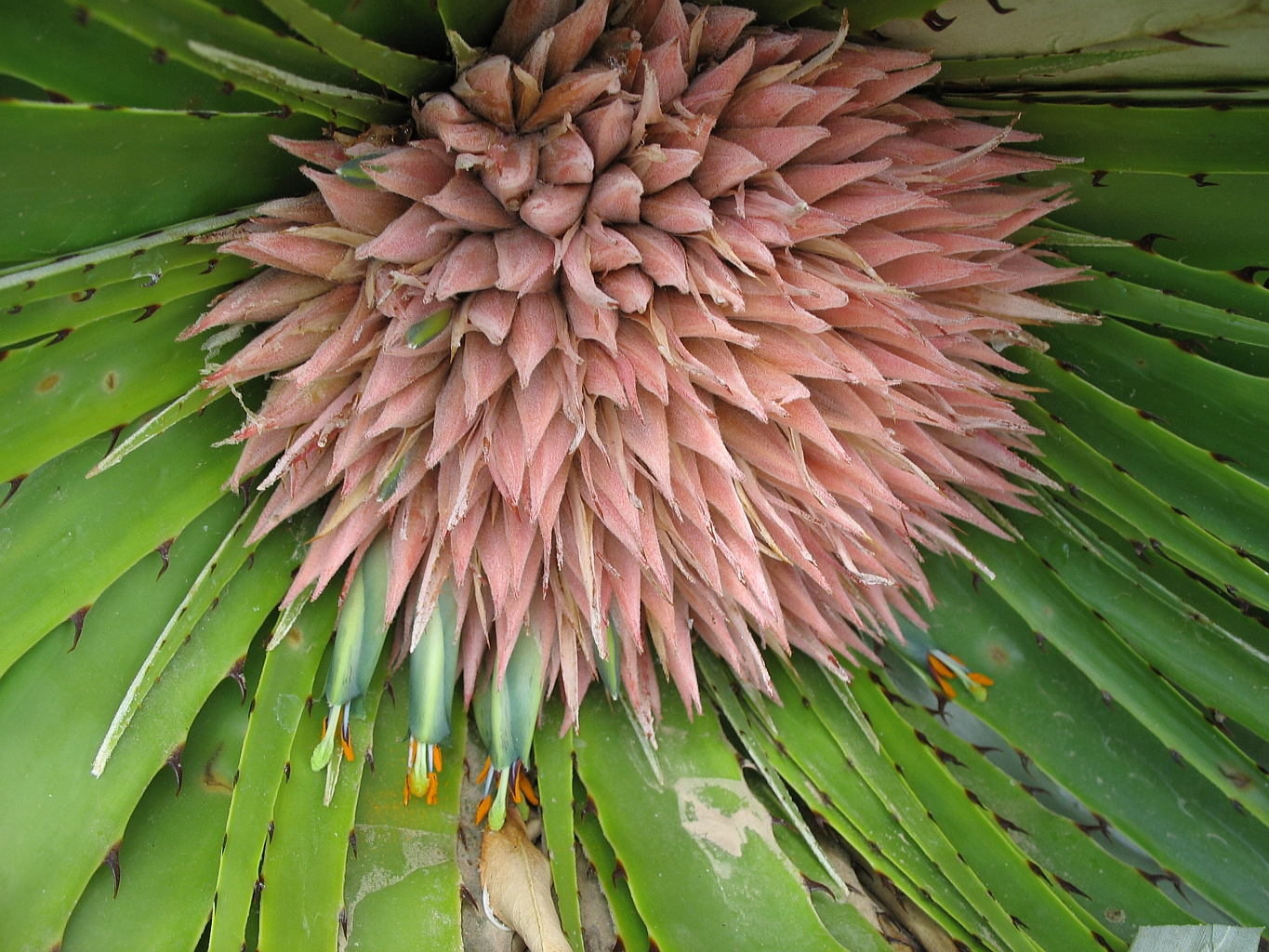
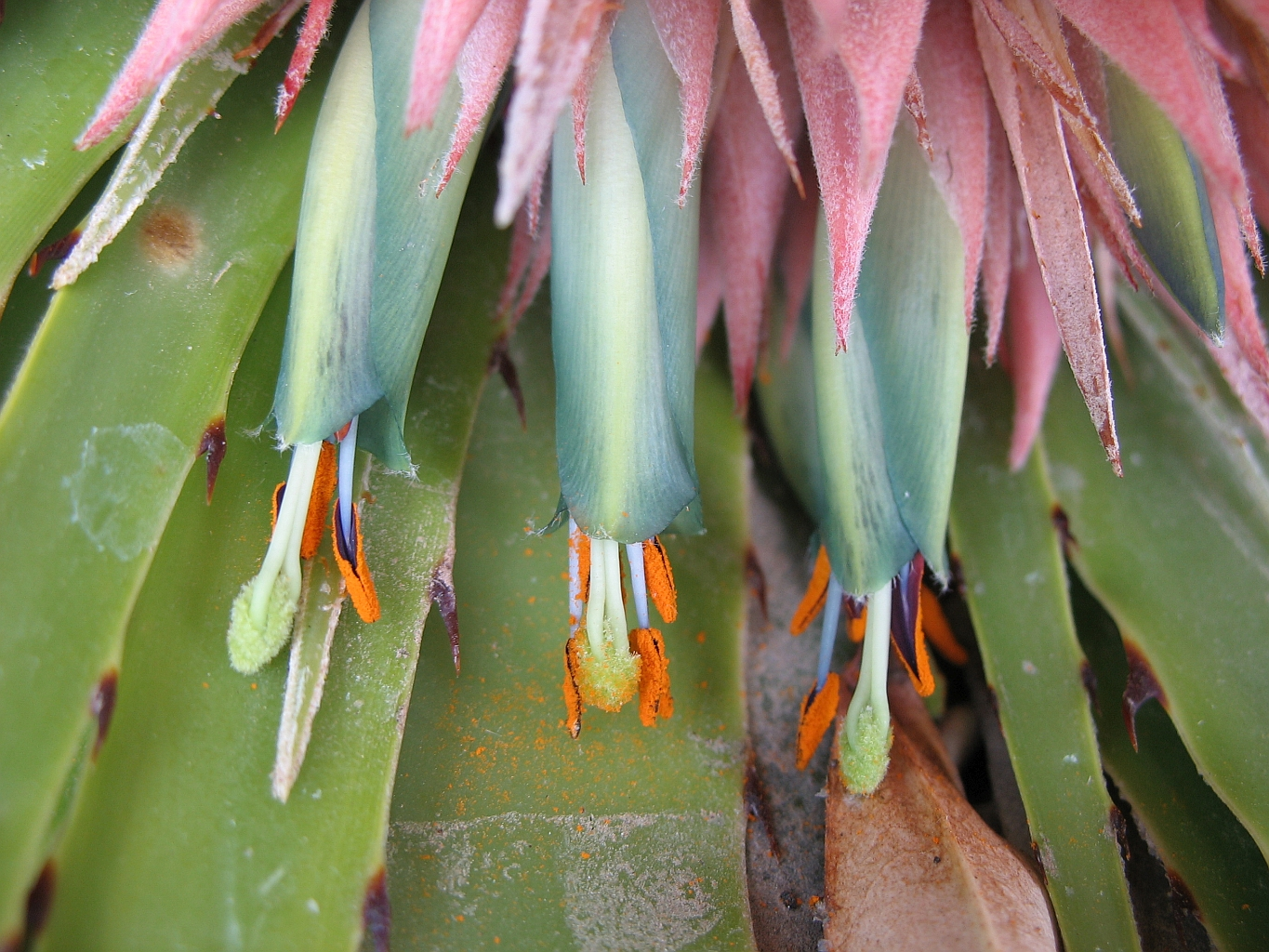